# (17569) 1994 LB8
1994 أل بي 8 (ويعرف أيضًا باسم (17569) 1994 أل بي 8 وفق تسمية الكوكب الصغير) (بالإنجليزية: 1994 LB8)‏ هو كويكب ضمن حزام الكويكبات؛ وترتيبه 17569 من حيث الاكتشاف.
اكتُشف هذا الجُرم الفلكي بواسطة إيريك والتر إلست في 8 يونيو 1994.

## وصلات خارجية
- (17569) 1994 LB8 في قاعدة بيانات مختبر الدفع النفاث لأجرام النظام الشمسي الصغيرة

- الاكتشاف · مخطط المدار ·  العناصر المدارية · المعلمات المادية

- (17569) 1994 LB8 على موقع ويكي سكاي: DSS2, SDSS, GALEX, IRAS, Hydrogen α, X-Ray, Astrophoto, Sky Map, Articles and images